# Martinci (stacja kolejowa)
Martinci (serbski: Мартинци) – stacja kolejowa w miejscowości Martinci, w Wojwodinie, w okręgu sremskim, w Serbii.
Stacja znajduje się we północno-wschodniej części miejscowości, na linii Belgrad-Zagrzeb.

## Linie kolejowe
- Belgrad – Šid